# Victor Adler
Victor Adler (Prága, 1852. június 24. – Bécs, 1918. november 11.) osztrák szociáldemokrata politikus volt. Utazásai során megismerkedett a vezető német szocialista politikusokkal és az 1880-as években elkötelezett szocialista vált belőle. Több szocialista lap kiadása is a nevéhez fűződik, valamint jelentős szerepet játszott az Osztrák Szociáldemokrata Munkáspárt (SDAPÖ, a mai SPÖ) megalapításában, amelynek egyik vezető egyénisége lett. Képviselőként küzdött az általános választójog bevezetéséért is, amelyre 1907-ben került sor. A párt egységét, amely a nemzetiségeknek autonómiát és szövetségi rendszert ígért, a cseh szocialisták kiválása miatt nem tudta megőrizni. Az első világháború alatt sikertelenül a békés megegyezésre törekedett. Ezt követően támogatta Ausztria Németországgal való egyesítését. Ezen erőfeszítése közben hunyt el.

## Élete
Victor Adler 1852. június 24-én született Prágában egy jómódú zsidó származású osztrák család gyermekeként. 1881-ben szerzett diplomát a Bécsi Egyetemen. Ebben az időszakban csatlakozott a Georg von Schönerer vezette német nemzeti szervezethez, ahonnan a mozgalom erősödő antiszemita jellege miatt később kilépett. Németországban, Svájcban és Angliában tett utazásai során megismerkedett a német szocializmus kiemelkedő alakjaival, Friedrich Engelsszel és August Bebellel, amelynek hatására 1883-ra elkötelezett szocialista vált belőle. Engelsszel életre szóló barátságot kötött és levélben tartotta vele a kapcsolatot.
1886-ban megalapította az Gleichheit (Egyenlőség) nevű szocialista hetilapot, amelynek egyben a főszerkesztője is lett. A lap 1989-ben történő betiltása után létrehozta az Arbeiter Zeitungot (Munkások Lapja), amely a szocialisták fő szócsövévé vált. Kiemelkedő szerepe volt az egyesült Osztrák Szociáldemokrata Munkáspárt (SDAPÖ) megalapításában is (1888 decembere és 1889 januárja között), amelynek egyik vezető egyénisége lett. A párt támogatta a nemzetiségek autonómiáját és a szövetségi rendszer létrehozását. 1905-ben a dél-ausztriai országgyűlés (Landtag) képviselőjévé választották és hamarosan az általános választójogért való harc élére állt, amelyet 1907-ben be is vezettek.
A cseh szociáldemokraták 1911-ben bekövetkező kiválása meghiúsította azon törekvését, hogy a párt egyedüli és egységes maradjon. Az első világháború alatt a békés megegyezésre törekedett, azonban ebben a tekintetben az 1917-es stockholmi szocialista konferencia sikertelen maradt. 1918 októberében az új osztrák kormány tagja lett és támogatta Ausztria Németországgal való egyesítését. E törekvésének azonban nem tudott érvényt szerezni, mivel 1918. november 11-én Bécsben elhunyt.

## Magyarul
- Az alkoholizmus és a szakszervezetek; ford. Korányi Dezső; Népszava, Bp., 1925 (Szocialista agitációs iratok)

## Képgaléria

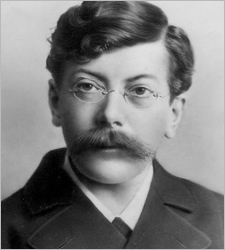
Az ifjú Victor Adler
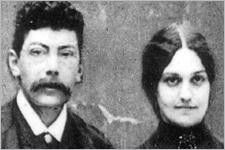
Házastársával, Emma Braunnal
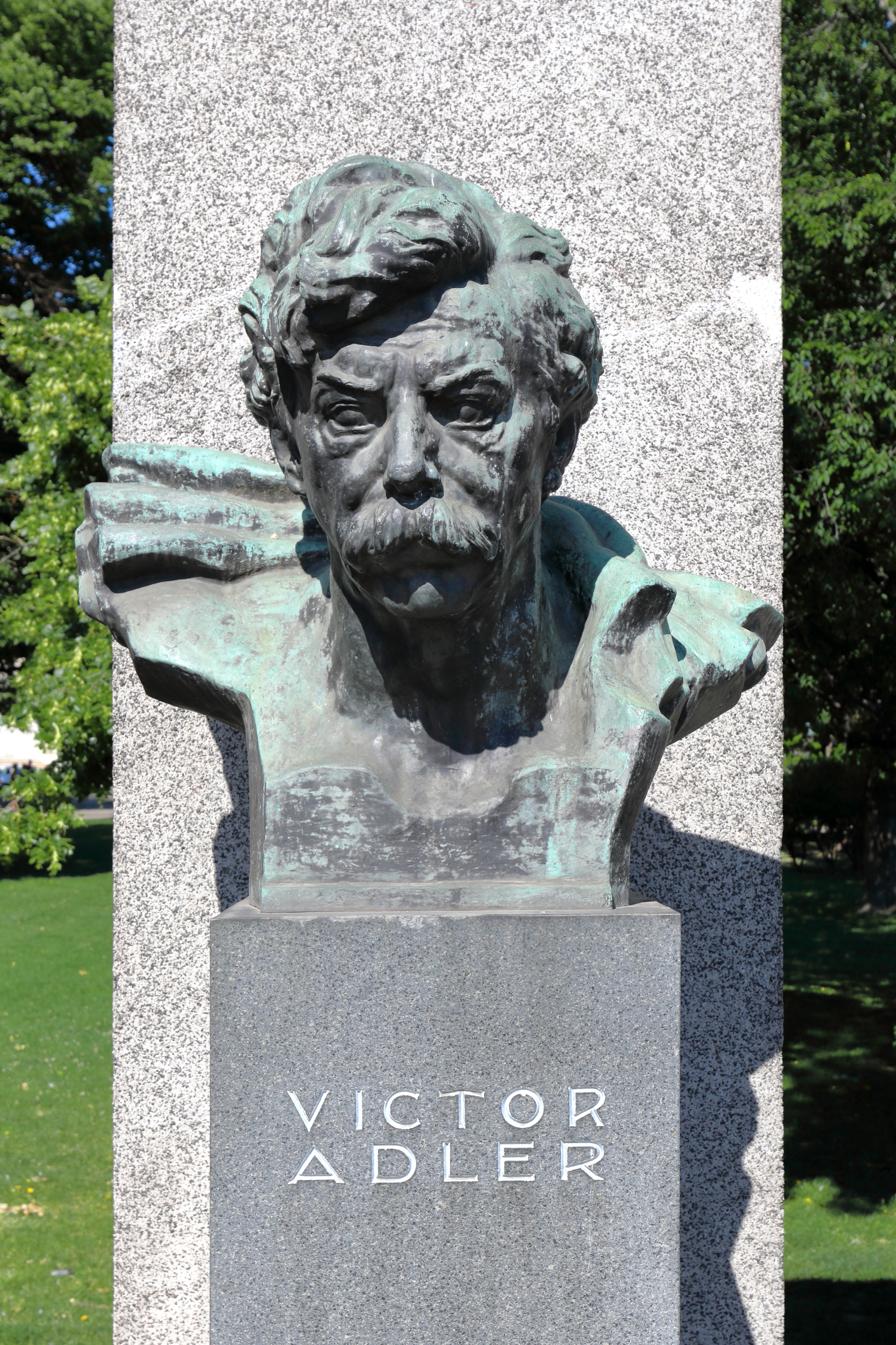
Mellszobra Bécsben